# Клетва 2
Клетва 2 (енгл. The Grudge 2) је америчко-јапански хорор филм из 2006. од редитеља Такашија Шимицуа и продуцента Сема Рејмија. Представља директан наставак филма Клетва из 2004. Главне улоге тумаче Амбер Тамблин, Аријел Кебел, Џенифер Билс, Едисон Чен, Тереса Палмер и Сара Мишел Гелар која се вратила у улогу финалне девојке из претходног дела, Карен Дејвис.
Радња филма се у потпуности разликује од истоимене јапанске верзије, због чега се, према речима редитеља Шимицуа, филм не може сматрати римејком јапанског оригинала. Иако није успео да понови успех свог претходника, филм је остварио комерцијални успех, зарадивши преко 70 милиона са буџетом од 20 милиона долара. Због тога је 2009. снимљен још један наставак под насловом Клетва 3.

## Радња
Клетва настаје када неко умре у екстремном бесу или патњи и остаје на месту где је особа преминула. Свако ко се сусретне са овом натприродном силом умреће на стравичан начин, а клетва ће се рађати изнова и изнова, преносећи се на нове жртве...
Први део филма приказује шта се десило са Карен Дејвис, једином преживелом из претходног филма, након пожара у Кајакиној кући. У другом делу су испреплетани три независне приче. У свакој од њих неко од ликова је боравио у кући где је Кајако Саеки убијена.

## Улоге
| Глумац           | Улога             |
| ---------------- | ----------------- |
| Амбер Тамблин    | Обри Дејвис       |
| Аријел Кебел     | Алисон Флеминг    |
| Сара Мишел Гелар | Карен Дејвис      |
| Такако Фуђи      | Кајако Саеки      |
| Едисон Чен       | Исон              |
| Тереса Палмер    | Ванеса Кесиди     |
| Мисако Уно       | Мијуки Назава     |
| Метју Најт       | Џејк Кимбл        |
| Сара Ремер       | Лејси Кимбл       |
| Џенифер Билс     | Триш Кимбл        |
| Кристофер Казинс | Бил Кимбл         |
| Џена Деван       | Сали              |
| Ив Гордон        | директорка Дејл   |
| Ога Танака       | Тошио Саеки       |
| Такаши Мацујама  | Такео Саеки       |
| Џоана Касиди     | госпођа Дејвис    |
| Шон Сипос        | Мајкл             |
| Ким Мијори       | Накагава Кавамата |
| Пол Џарет        | Џон Флеминг       |
| Гвенда Лоренцети | Ени Флеминг       |